# Tornved
Tornved er en landsby ved Skovvejen, 2 km sydøst for Jyderups centrum.
Byen lagde navn til den tidligere Tornved Kommune, men kommunesædet lå i 2007 i Jyderup Centrum. Der bor max 20 personer i Tornved.
55°39′06″N 11°26′21″Ø / 55.6518°N 11.4393°Ø
|  | Denne artikel om lokaliteten Tornved kan blive bedre, hvis der indsættes et (bedre) billede. Du kan hjælpe ved at afsøge Wikimedia Commons for et passende billede eller lægge et op på Wikimedia Commons med en af de tilladte licenser og indsætte det i artiklen. |